# Прихований ворог
«Прихований ворог» або «Приховані» (англ. The Hidden) — американський науково-фантастичний триллер 1987 року режисера Джека Шолдера та сценариста Джима Коуфа (під псевдонімом Боб Хант). У головних ролях Кайл МакЛахлен і Майкл Нурі.

## Синопсис
Поліцейський і агент ФБР шукають відповідь, чому у місті останнім часом абсолютно неконфліктні люди раптом перетворюються на безпринципних вбивць.

## У ролях
| Актор            | Роль                     |
| ---------------- | ------------------------ |
| Кайл Маклаклен   | агент ФБР Ллойд Галлахер |
| Майкл Нурі       | детектив Том Бек         |
| Клаудія Крістіан | Бренда Лі Ван Берен      |
| Кларенс Фелдер   | лейтенант Джон Мастерсон |
| Клу Ґулаґер      | лейтенант Ед Флінн       |
| Ед О'Росс        | Кліфф Вілліс             |
| Кріс Малкі       | Джек ДеВріс              |

## Виробництво
Сценарист Джим Коуф спочатку висловив бажання зрежисувати, але студія відмовила йому. Режисер Джек Шолдер зацікавився фільмом через сценарій. Шолдер переписав сценарій, перетворив його на щось більше, ніж просто екшн, зробивши тему "що означає бути людиною" центральною. Кастинг для фільму був важким; вони використовували прослуховування і не могли вибрати агента Галлагера за кілька днів до початку зйомок. Пізніше Шолдер назвав Маклахлана «натхненним вибором», хоча Шолдер конфліктував з Нурі. Майклу Нурі та Кайлу Маклахлену також сподобався сценарій, і вони погодилися зніматися у фільмі.

## Випуск
Фільм вийшов на екрани в США 30 жовтня 1987 року.
У травні 1997 року Lumivision випустила фільм на DVD.

## Зовнішні посилання
- Прихований ворог на сайті IMDb (англ.)
- The Hidden на сайті Rotten Tomatoes (англ.)
- Movieline magazine retrospective